# Opel Junior
La Opel Junior è una concept car prodotta dalla Opel e presentata al salone dell'automobile di Francoforte nel 1983.
La vettura ha anticipato nello stile e nelle linee la Opel Corsa B.

## Profilo e contesto
Era una city Car lunga appena 3,41 metri con tre porte e dotata di un propulsore a benzina di 1.2 litri di cilindrata con 55 CV di potenza.
La sua carrozzeria mostrava un coefficiente di resistenza aerodinamica particolarmente basso pari a 0,31 mentre gli interni avevano una configurazione modulare con gli elementi del cruscotto che potevano essere rimossi e assemblati a piacimento.
Il design degli interni rappresenta il primo lavoro di Chris Bangle alla Opel ed è stato creato insieme a Gert Volker Hildebrand.